# Jim Blacker
James Arthur „Jim“ Blacker (* 10. August 1945 in Leeds) ist ein ehemaliger englischer Fußballspieler.

## Karriere
Blacker, der in Repräsentativspielen für Leeds und die West Riding FA zum Einsatz gekommen war, spielte als Amateur bei Middleton Parkside. 1961 hatte er ein erfolgloses Probetraining bei Bradford Park Avenue, ein Jahr später schloss er sich stattdessen dem Nachwuchsteam des Stadtrivalen Bradford City an. Im Januar 1963 erhielt er dort einen Profivertrag und kam erstmals im Februar 1964 als Mittelläufer zu zwei Einsätzen in der Football League Fourth Division, die beiden Partien gegen Carlisle United und Torquay United endeten jeweils mit einem 2:1-Sieg.
Zur folgenden Saison 1964/65 befand er sich im Konkurrenzkampf mit dem bisherigen Stammspieler Mike Smith und kam im Saisonverlauf zu 19 Ligaeinsätzen und einem Ligapokaleinsatz. Der Klub, im Vorjahr noch Tabellenfünfter, befand sich die gesamte Spielzeit am Tabellenende. Nach dem Rücktritt von Trainer Bob Brocklebank im Oktober 1964, legte bis Anfang März ein Vereinskomitee die Aufstellungen fest. Unter dem als Spielertrainer im März 1965 verpflichteten Bill Harris, der die Mannschaft noch vom 23. auf den 19. Tabellenplatz führte, kam er an den letzten elf Spieltagen nur noch einmal zum Zug. Am Saisonende entschied sich Blacker gegen eine Fortsetzung seiner Karriere als Profifußballer und verließ den Klub.